# اقوام اولیه تسلیل-واتوت
اقوام اولیه تسلیل-واتوت (الگو:Lang-hur) گروهی از اقوام اولیه کانادا وابسته به دولت کاناد در بریتیش کلمبیا هستند. ملت تسلیل-واتوت از مردمان سالیش ساحلی هستند که به hən̓q̓əmin̓əm̓، گویش Downriver زبان Halkomelem صحبت می‌کنند، و از لحاظ سیاسی و فرهنگی با ملت‌های مجاور Sḵwshmesẖ (Sḵ7wsẖs̎) ارتباط نزدیک دارند، اما از نظر سیاسی و فرهنگی جدا هستند. گروه سرخپوستی مسکوام، بر اساس برخی ادعاها با مناطق سنتی آنها همپوشانی دارند.